# Martin Giroux
 (septembre 2020).
Si vous disposez d'ouvrages ou d'articles de référence ou si vous connaissez des sites web de qualité traitant du thème abordé ici, merci de compléter l'article en donnant les références utiles à sa vérifiabilité et en les liant à la section « Notes et références ».
Martin Giroux (né le 23 mai 1979 à Gatineau au Québec) est un chanteur de musique pop de la nouvelle scène québécoise. Il s'est fait d'abord connaître du public par sa participation à Star Académie 2004, mais aussi en interprétant J't'aimerai encore, son seul succès radiophonique à ce jour.

## Biographie et évolution musicale
Dès l'âge de 12 ans, il apprend la guitare. À 16 ans, il se produit dans des salles et dans des bars de la région de l'Outaouais.
En 2001, il participe à de nombreux concours dont Tout nouveau, tout show où il a été l’un des trois finalistes aux côtés de Pierre Lapointe.
En 2004, il est sélectionné pour participer à Star Académie, ce qui lui donne une bonne visibilité. Il est l'artiste invité de la tournée de Marie-Elaine Thibert qui fut elle aussi révélée grâce à la toute première édition québécoise Star Académie (en 2003), dans lequel elle s'est rendue en finale.
Le 11 octobre 2005, il lance son premier album intitulé Faut que j'te dise.... Le premier extrait radio, J't’aimerai encore, signé par la parolière Sandrine Roy et le compositeur Sylvain Michel, se positionne pendant 9 semaines à la première position du Top 100 BDS Francophone. Des titres comme À cent à l'heure et Chienne de vie figurent parmi les palmarès québécois.
En 2006, Martin se retrouve au sein de grandes productions nationales comme Dracula dans laquelle il est la doublure de Bruno Pelletier, dans le rôle titre. Il est également engagé dans la production Joe Dassin – La grande fête musicale. Sa dernière participation dans une production de grande envergure, présentée dans les casinos du Québec, est dans le spectacle musical Party Time.
Il lance un deuxième album intitulé En cavale le 17 mars 2008.
Le 23 mars 2010, il lance son troisième album, La vie ça s'mérite. L'album a été inspiré de son combat mené contre le cancer, dont la guérison a été annoncée en septembre 2008.
Le 31 mai 2016, le casting pour la reprise de la comédie musicale Notre-Dame de Paris a été dévoilé. Martin Giroux se voit confier le rôle de Phœbus à partir du 23 novembre 2016 au Palais des Congrès à Paris puis en tournée dans toute la France.
En 2023, Martin embarque dans la création de Pub Royal, la comédie musicale des Cowboys Fringants par Les 7 doigts de la main dans laquelle il interprète notamment la chanson La fin du show dans le rôle de Johnny Flash.

## Récompenses
- 2004 : Nomination Album populaire de l'année, Gala de l'Adisq
- 2006 : 13 semaines n° 1 au Top 100 BDS

## Discographie

### AvecStar Académie
- 2004 : Star Académie 2004, Musicor
- 2004 : Les meilleurs moment des Galas Star Académie 2004, Musicor

### Albums solo
- 2005 : Faut que j'te dise, Musicor
- 2008 : En cavale, Christal Musik
- 2010 : La vie ça s'mérite, À l'infini

## Singles
- 2005 : J't'aimerai encore
- 2006 : À cent à l'heure
- 2006 : Chienne de vie
- 2007 : Qu'est-ce que tu deviens ?
- 2008 : En cavale
- 2008 : Tu seras
- 2010 : Aime-moi quand même

## Spectacles
- 2004 : La tournée Star Académie
- 2006 : Faut que j'te dise
- 2006 : Dracula : Entre l'amour et la mort
- 2006-2008 : Joe Dassin : La grande fête musicale
- 2009-2010 : Party Time
- 2010-2011 : Le nouveau Big Bazar
- 2011 : La vie ça s'mérite
- 2016-2019 : Notre-Dame de Paris
- 2023: Pub Royal